# Pectocythere marincovichi
Pectocythere marincovichi är en kräftdjursart som beskrevs av Brouwers 1990. Pectocythere marincovichi ingår i släktet Pectocythere och familjen Pectocytheridae. Inga underarter finns listade i Catalogue of Life.